# Niihau-Zwischenfall
Der Niʻihau-Zwischenfall ereignete sich vom 7. bis 13. Dezember 1941, als der kaiserlich-japanische Marineflieger Shigenori Nishikaichi nach seiner Teilnahme am Angriff auf Pearl Harbor mit seiner Mitsubishi A6M Zero auf der hawaiischen Insel Niʻihau eine Bruchlandung machte. Die Kaiserlich Japanische Marine hatte Niʻihau irrtümlich als unbewohnte Insel ausgewiesen, auf der beschädigte Flugzeuge landen und auf Rettung warten konnten. Der Pilot teilte den japanischstämmigen Inselbewohnern Informationen über den Angriff auf Pearl Harbor mit. Die hawaiischen Ureinwohner wussten zunächst nichts von dem Angriff, nahmen Nishikaichi aber fest, als ihnen der Ernst der Lage bewusst wurde. Der Pilot suchte dann die Hilfe der drei japanischstämmigen Inselbewohner und erhielt sie auch, um seine Entführer zu überwältigen, Waffen zu finden und mehrere Geiseln zu nehmen. Schließlich wurde Nishikaichi von dem Niʻihauer Benehakaka „Ben“ Kanahele und seiner Frau Kealoha „Ella“ Kanahele getötet; Ben Kanahele wurde dabei verwundet, und einer von Nishikaichis Unterstützern, Yoshio Harada, beging Selbstmord. Ben Kanahele wurde für seine Rolle bei der Verhinderung der Machtübernahme über die Insel ausgezeichnet, da er verwundet wurde. Ella Kanahele erhielt keine offizielle Anerkennung.

## Hintergrund
Niʻihau, die westlichste und zweitkleinste der Hawaii-Hauptinseln, befindet sich seit 1864 im Privatbesitz der Robinsons, einer weißen Familie, die schon lange Zeit auf Hawaii lebte (Hawaiisch: kamaʻāina). Zum Zeitpunkt des Vorfalls hatte sie 136 Einwohner, von denen fast alle hawaiische Ureinwohner waren, deren erste Sprache Hawaiisch war. 1941 war der Besitzer Aylmer Robinson, ein Absolvent der Harvard-Universität, der fließend Hawaiisch sprach. Robinson leitete die Insel ohne Einmischung einer Regierungsbehörde, und obwohl er auf der nahe gelegenen Insel Kauaʻi lebte, besuchte er Niʻihau wöchentlich per Boot. Die Insel war nur mit Robinsons Erlaubnis zugänglich, die fast nie erteilt wurde, außer an Freunde oder Verwandte der Niʻihauaner. Unter den wenigen nicht-einheimischen Bewohnern waren drei japanischer Abstammung: Ishimatsu Shintani, ein japanischer Einwanderer der ersten Generation (Issei) und der auf Hawaii geborene Nisei Yoshio Harada und seine Frau Irene Harada (eine Issei), die alle in den Vorfall verwickelt waren. Vor dem Angriff auf Pearl Harbor hatte die kaiserliche japanische Marine Niʻihau, von dem man fälschlicherweise annahm, es sei unbewohnt, als Landeplatz für die bei dem Angriff beschädigten Flugzeuge vorgesehen. Den Piloten wurde gesagt, sie könnten auf der Insel warten, bis sie von einem U-Boot gerettet würden.

## Zwischenfall

### Notlandung

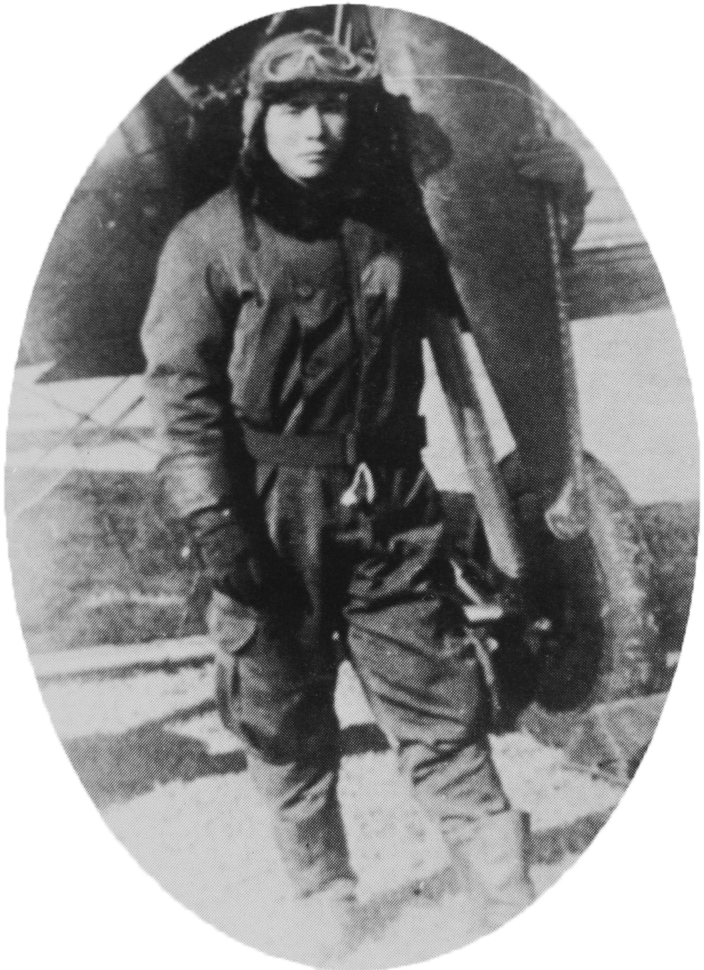
Shigenori Nishikaichi, der Pilot im Mittelpunkt des Niʻihau-Zwischenfalls

Am 7. Dezember 1941 stürzte Airman First Class Shigenori Nishikaichi, der an der zweiten Welle des Angriffs auf Pearl Harbor teilgenommen hatte, mit seinem im Kampf beschädigten Flugzeug, einer A6M2 Zero B11-120 vom Flugzeugträger Hiryū, auf einem Feld auf Niʻihau ab, in dessen Nähe Hawila Kaleohano (1912–1986), ein gebürtiger Hawaiier, stand. Kaleohano wusste nichts von dem Angriff auf Pearl Harbor, aber er wusste aus den Zeitungen, dass die Beziehungen zwischen den USA und Japan aufgrund des japanischen Expansionismus und des Ölembargos der USA gegen Japan schlecht waren. Da er Nishikaichi und sein Flugzeug als Japaner erkannte, hielt es Kaleohano für klug, dem Piloten seine Pistole und seine Papiere abzunehmen, bevor der benommene Flieger reagieren konnte. Er und die anderen Hawaiier, die sich um ihn versammelt hatten, behandelten den Piloten mit Höflichkeit und der traditionellen hawaiischen Gastfreundschaft und gaben später am Sonntagnachmittag sogar eine Party für ihn. Die Hawaiier konnten Nishikaichi, der nur Japanisch und ein wenig Englisch sprach, jedoch nicht verstehen. Sie schickten nach Issei Ishimatsu Shintani, der mit einer gebürtigen Hawaiierin verheiratet war, um zu übersetzen. Shintani, der zuvor über die Situation informiert worden war und die Aufgabe mit offensichtlicher Abneigung angegangen war, wechselte nur ein paar Worte mit dem Piloten und reiste ohne Erklärung ab. Die verwirrten Hawaiier schickten daraufhin nach Yoshio Harada, der in Hawaii geboren und japanischer Abstammung war, und seiner Frau Irene (einer Issei), den beiden anderen japanischstämmigen Bewohnern von  Niʻihau. Nishikaichi informierte Harada über den Angriff auf Pearl Harbor, eine Information, die Harada aus Gründen der Vorsicht nicht mit den nicht-japanischen Einheimischen teilen wollte. Nishikaichi wollte unbedingt seine Papiere zurückhaben, von denen ihm gesagt worden war, sie dürften auf keinen Fall in amerikanische Hände fallen, aber Kaleohano weigerte sich, sie zurückzugeben. Die Haradas beschlossen, Nishikaichi dabei zu helfen, seine Papiere zurückzubekommen und zu fliehen.

### Nachrichten über den Angriff auf Pearl Harbor

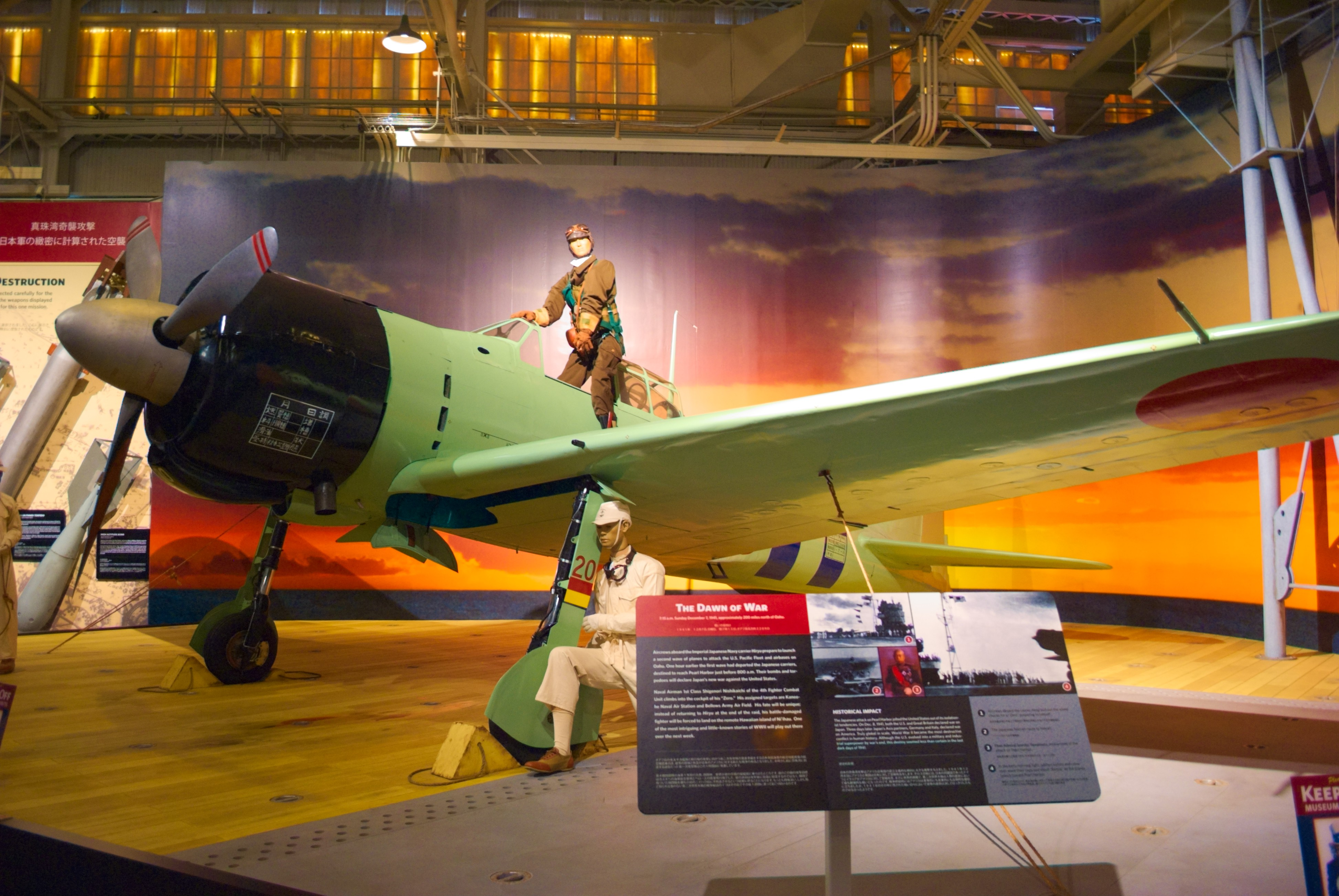
A6M Zero in den Farben des Flugzeugs, als es von Nishikaichi geflogen wurde, in der Ausstellung des Pacific Aviation Museum

Niʻihau hatte weder Strom noch Telefon, aber später in der Nacht hörten die Hawaiier einen Radiobericht über den Angriff auf Pearl Harbor in einem batteriebetriebenen Radio. Die Hawaiier stellten den Piloten zur Rede, und dieses Mal übersetzte Harada, was über den Angriff gesagt wurde. Der Besitzer der Insel, Aylmer Robinson, sollte am nächsten Morgen auf seiner regelmäßigen wöchentlichen Reise von Kauaʻi, einer nur 27 km entfernten, viel größeren Insel, ankommen. Es wurde beschlossen, dass der Pilot mit Robinson nach Kauaʻi zurückkehren würde.
Robinson kam am Montag nicht an, da das US-Militär innerhalb weniger Stunden nach dem Angriff ein Verbot für den Bootsverkehr auf den Inseln verhängt hatte. Auch in den folgenden Tagen kam er nicht an. Die Niʻihauaner, die nichts von dem Verbot wussten, waren verwirrt und sehr beunruhigt, dass der normalerweise zuverlässige Robinson seit dem Angriff nicht mehr gesehen worden war. Der Bitte der Haradas, den Piloten bei sich wohnen zu lassen, wurde zugestimmt, allerdings mit einem Kontingent von vier Wachen. Die Haradas hatten nun reichlich Gelegenheit, sich mit Nishikaichi zu unterhalten. Um 4 Uhr am 12. Dezember sprach Shintani Kaleohano unter vier Augen mit etwa 200 Dollar in bar an (etwa 3.700 Dollar im Jahr 2021), was für die  Niʻihauaner eine enorme Summe war. Er versuchte, die Papiere des Piloten zu kaufen, aber Kaleohano lehnte erneut ab.
Shintani reiste unglücklich ab und sagte, dass es Ärger geben würde, wenn die Papiere nicht zurückgegeben würden, dass es um Leben und Tod ginge. Harada und Nishikaichi warteten nicht auf Shintanis Rückkehr, sondern griffen den einzigen Wachmann an, der vor dem Haus der Haradas postiert war, während Irene Harada, die Frau von Yoshio, Musik auf einem Plattenspieler spielte, um die Geräusche des Kampfes zu übertönen. Drei weitere Wachleute waren zur Überwachung des Harada-Hauses abgestellt, waren aber zum Zeitpunkt des Angriffs nicht anwesend. Der Wachmann wurde in einem Lagerhaus eingeschlossen, wo Harada eine Schrotflinte und die Pistole des Piloten an sich nahm, die zuvor dort gelagert worden waren. So bewaffnet begaben sie sich zu Kaleohanos Haus. Kaleohano, der sich erst fünf oder zehn Minuten zuvor von Shintani getrennt hatte, befand sich in seinem Nebengebäude, als er Harada und Nishikaichi kommen sah, zusammen mit einem 16-jährigen Gefangenen, den sie mit einer Waffe bedrohten. Kaleohano blieb im Nebengebäude versteckt, und die Verschwörer, die ihn nicht finden konnten, richteten ihre Aufmerksamkeit auf das nahe gelegene Flugzeug. Kaleohano witterte seine Chance und stürmte aus dem Nebengebäude. Er hörte „Stopp! Stopp!“ und den Knall einer Schrotflinte, als er um sein Leben rannte. Kaleohano alarmierte die Bewohner des nahe gelegenen Dorfes und warnte sie, das Dorf zu evakuieren. Viele konnten nicht glauben, dass ihr guter Freund und Nachbar Harada, den sie so gut kannten und der seit fast drei Jahren unter ihnen lebte, so etwas tun konnte, wie Kaleohano es berichtete. Als der gefangene Wachmann entkam und das Dorf erreichte, flohen die Bewohner – Frauen und Kinder – in Höhlen, ins Dickicht und an entfernte Strände.

### Nishikaichis Aktionen

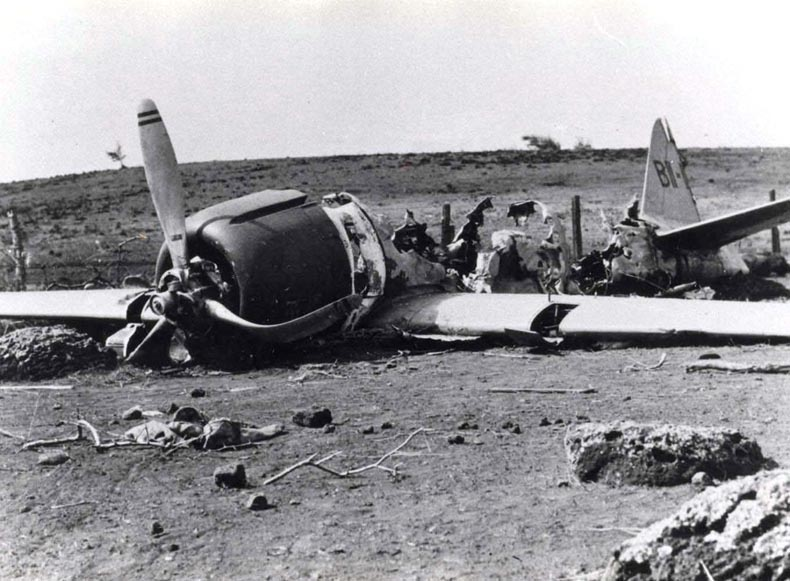
Überreste von Nishikaichis Zero am 17. Dezember 1941

Robinson hatte erfahren, dass es auf Niʻihau Probleme gab, weil die Niʻihauaner mit Kerosinlaternen und Reflektoren Signale in Richtung Kauaʻi gesendet hatten. In der Zwischenzeit versuchte Nishikaichi erfolglos, über das Funkgerät des abgestürzten Flugzeugs Kontakt mit dem japanischen Militär aufzunehmen. Mit Hilfe von Harada und einem ihrer hawaiischen Gefangenen entfernten sie mindestens eines der beiden 7,7-mm-Maschinengewehre an Bord des japanischen Kampfflugzeugs samt Munition, steckten das Flugzeug in Brand und begaben sich zu Kaleohanos Haus, das sie gegen 3 Uhr nachts in Brand setzten, um Nishikaichis Papiere, darunter Karten, Funkcodes und Pläne für den Angriff auf Pearl Harbor, endgültig zu vernichten.

### Schlusskampf
In der Nacht war ein weiterer Einwohner von Niʻihau, Kaahakila Kalimahuluhulu, genannt Kalima, ebenfalls gefangen genommen worden. Er wurde freigelassen, um bei der Suche nach Kaleohano zu helfen, der mit Nishikaichis Papieren geflohen war. Stattdessen heuerte Kalima seinen Freund Benehakaka „Ben“ Kanahele an, um sich in der Dunkelheit zurückzuschleichen und die Maschinengewehre und Munition zu stehlen. Am Morgen des 13. Dezember nahmen Harada und Nishikaichi Kanahele und seine Frau Kealoha „Ella“ Kanahele (1907–1974), die ebenfalls von der Insel stammte, gefangen und befahlen Kanahele, Kaleohano zu finden und Ella als Geisel zu behalten. Kanahele wusste, dass Kaleohano in Richtung Kauaʻi ruderte, gab aber vor, nach ihm zu suchen. Er machte sich bald Sorgen um Ella und kehrte zu ihr zurück. Nishikaichi erkannte, dass er getäuscht worden war. Harada sagte Kanahele, dass der Pilot ihn und alle im Dorf töten würde, wenn Kaleohano nicht gefunden würde. Kanahele und seine Frau nutzten die Müdigkeit und Entmutigung seiner beiden Entführer aus und stürzten sich auf sie, als der Pilot Harada die Schrotflinte übergab. Als Nishikaichi seine Pistole aus dem Stiefel zog, packte Ella Kanahele seinen Arm und brachte ihn zu Fall. Harada zog sie vom Piloten weg, der daraufhin dreimal auf Ben Kanahele schoss: in die Leiste, den Bauch und den Oberschenkel. Kanahele konnte Nishikaichi jedoch noch aufheben und den Piloten gegen eine Steinmauer schleudern. Ella Kanahele schlug ihm dann einen Stein auf den Kopf, und Ben schnitt ihm mit seinem Jagdmesser die Kehle durch. Harada richtete dann die Schrotflinte gegen sich selbst und beging Selbstmord.
Nach dem Vorfall holte Ella Kanahele Hilfe und ließ dabei die Schrotflinte und die Pistole fallen. (Etwa fünf Jahre später spülte eine Überschwemmung die Schrotflinte gegen eine Mauer, wo sie von Inselbewohnern gefunden wurde. Die Pistole und eines der Maschinengewehre wurden nie gefunden.) Ben Kanahele wurde zur Genesung ins Waimea Hospital auf Kauaʻi gebracht; er wurde mit der Verdienstmedaille und dem Purple Heart ausgezeichnet, aber Ella erhielt keine offizielle Anerkennung.
Am nächsten Nachmittag, dem 14. Dezember, kamen die Militärbehörden, die sechs Hawaiier, die nach Kauaʻi gerudert waren, und Robinson gemeinsam an.

### Nach dem Vorfall
Die trauernde Irene Harada und Ishimatsu Shintani wurden in Gewahrsam genommen. Shintani wurde in ein Internierungslager geschickt und kam später zu seiner Familie nach Niʻihau, wo er 1960 die US-Staatsbürgerschaft erhielt. Irene Harada war 31 Monate lang inhaftiert und wurde im Juni 1944 entlassen. Sie wurde nie wegen Hochverrats oder eines anderen Verbrechens im Zusammenhang mit dem Vorfall angeklagt. Sie beteuerte ihre Unschuld, fügte aber 1992 in einem Interview mit dem japanischen Fernsehen hinzu, dass sie Mitleid mit dem Piloten hatte und ihm helfen wollte. Sie zog auf die Insel Kauaʻi. Mitsuo Fuchida, ein Marinekommandant während des Angriffs auf Pearl Harbor und späterer christlicher Evangelist, der sich in den USA niederließ, besuchte sie nach seiner kurzen Reise nach Niʻihau. Der Komponist R. Alex Anderson wurde durch diesen Vorfall zur Komposition They Couldn't Take Niihau, Nohow! inspiriert. Es wurde am 15. August 1945 gespielt, als Kanahele von Generalleutnant Robert C. Richardson im Armeehauptquartier in Fort Shafter, Honolulu, für seine Verdienste um die Verteidigung seines Landes ausgezeichnet wurde.

## Politische Folgen
Der Historiker Gordon Prange merkt an, dass es „die Schnelligkeit, mit der die drei ansässigen Japaner zur Sache des Piloten überliefen“, war, die die Hawaiier beunruhigte. „Die Pessimisten unter ihnen führten den Niʻihau-Zwischenfall als Beweis dafür an, dass man keinem Japaner, selbst wenn er amerikanischer Staatsbürger war, trauen konnte, nicht zur japanischen Seite überzulaufen, wenn es zweckmäßig erschien.“ Der Romanautor William Hallstead vertritt die Ansicht, dass der Niʻihau-Zwischenfall einen Einfluss auf die Entscheidungen hatte, die zur Internierung japanischstämmiger Amerikaner auf dem amerikanischen Festland führten. Hallstead zufolge wurde das Verhalten von Shintani und den Haradas in einen offiziellen Navy-Bericht vom 26. Januar 1942 aufgenommen. Dessen Verfasser, Navy Lieutenant C. B. Baldwin, schrieb: „Die Tatsache, dass die beiden Niʻihau-Japaner, die zuvor keine antiamerikanischen Tendenzen gezeigt hatten, dem Piloten zu Hilfe kamen, als eine japanische Vorherrschaft auf der Insel möglich schien, deutet auf die Wahrscheinlichkeit hin, dass japanische Einwohner, die zuvor als loyal gegenüber den Vereinigten Staaten geglaubt hatten, Japan helfen könnten, wenn weitere japanische Angriffe erfolgreich erscheinen.“ Trotzdem blieb die japanische Bevölkerung auf Hawaii aus wirtschaftlichen Gründen während des gesamten Krieges weitgehend von Masseninternierungen verschont (mehr als ein Drittel der Gesamtbevölkerung Hawaiis waren japanische Amerikaner, die „über 90 Prozent der Zimmerleute, fast alle Transportarbeiter und einen bedeutenden Teil der Landarbeiter“ ausmachten). Das Gebiet wurde jedoch unter Kriegsrecht gestellt und es wurden Wachposten eingerichtet, so dass eine Internierung aus Sicherheitsgründen nicht notwendig war.

## Vermächtnis

### Memorial

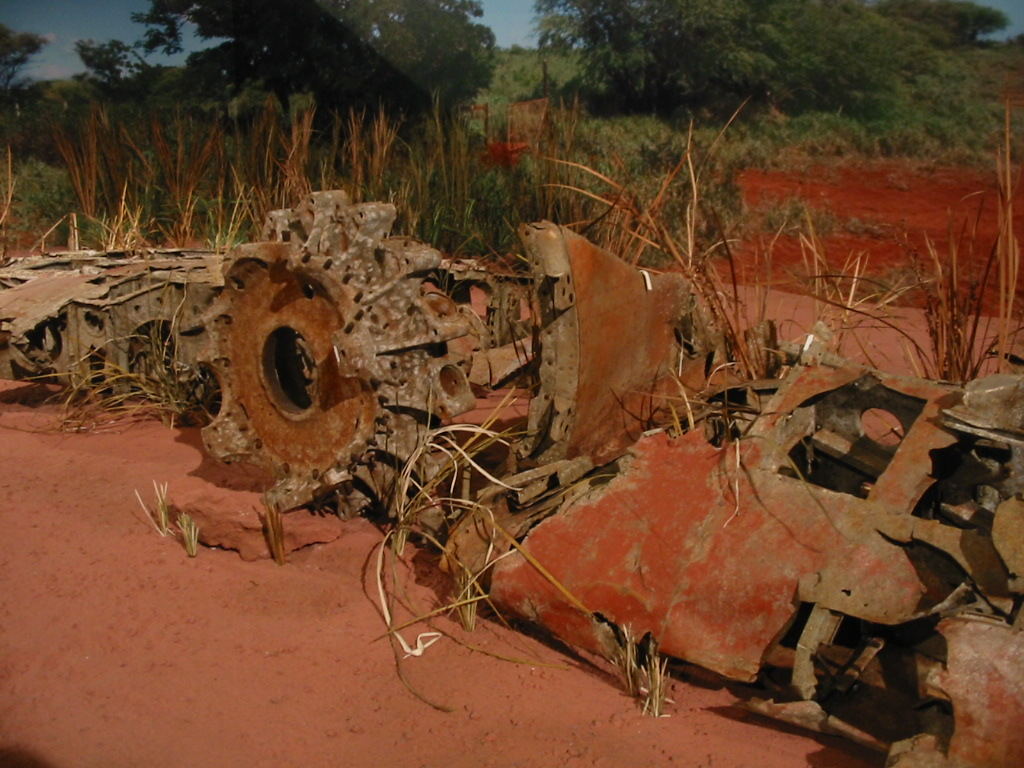
Verrostete Teile der Niʻihau Zero, ausgestellt vom Pacific Aviation Museum Pearl Harbor

Die Küstenstadt Hashihama, Imabari, Präfektur Ehime, Japan, errichtete zu Ehren ihres Sohnes einen 3,7 m hohen Granitstein, als man noch glaubte, er sei am Tag des Angriffs, dem 7. Dezember 1941, umgekommen. Viele Jahre lang galten die sterblichen Überreste von Nishikaichi als die eines unbekannten japanischen Soldaten, und erst 1956 wurden die Umstände seines Todes seiner Familie bekannt und seine Asche von ihr beansprucht. Auf der Säule ist eingraviert, was man damals glaubte: „Nachdem er alle Anstrengungen unternommen hatte, erlangte er die größte Ehre von allen, indem er den Tod eines Soldaten im Kampf starb und sowohl sich selbst als auch sein geliebtes Flugzeug zerstörte... Seine verdienstvolle Tat wird ewig leben.“ Im Juni 2017 wurde die Nafuda des Piloten, ein Satz von sieben Holzstäben, die die Namen der Kollegen von Airman 1st Class Nishikaichi, die Kennzeichnung seiner Zero und sein administratives Kommando trugen, an seine Familie in Japan zurückgegeben.

### Museumsexponat und Kontroverse
Sowohl die Überreste von Nishikaichis Zero als auch die des alten Traktors, mit dem er zur Bootsanlegestelle fuhr, sind im Pacific Aviation Museum Pearl Harbor auf Ford Island in Pearl Harbor dauerhaft ausgestellt. Eine japanisch-amerikanische Gruppe in Hawaii kritisierte den ursprünglichen Entwurf der Museumsausstellung. Sie drohten mit der Einbehaltung von Bundesmitteln und verlangten, dass das Museum die Erwähnung der Haradas aus der Ausstellung entfernt. Die Robinson-Familie war sehr unglücklich über die Zensur der Informationen über die Haradas, zumal sie die Flugzeuge und Traktoren auf der Grundlage dessen gespendet hatte, was ihnen über den Inhalt der Ausstellung gesagt worden war. In der Ausstellung wird zwar erwähnt, dass Yoshio Harada nach dem Vorfall Selbstmord beging, seine Frau wird jedoch nicht erwähnt.

### In der Populärkultur
Ein Film mit dem Titel Enemy Within wurde am 19. April 2019 in die Kinos gebracht. Die Logline des Films lautet: „Als ein japanischer Pilot auf der winzigen, abgelegenen hawaiischen Insel Niʻihau abstürzt, wird er von den Einheimischen mit Höflichkeit und traditioneller hawaiischer Gastfreundschaft empfangen – bis sie herausfinden, dass er an dem jüngsten Angriff auf Pearl Harbor beteiligt war.“
Der 2006 erschienene Roman East Wind, Rain von Caroline Paul erzählt ebenfalls die Geschichte dieses Vorfalls.